# Zeche Nottekampsbank
Die Zeche Nottekampsbank in Essen-Heisingen ist ein ehemaliges Steinkohlenbergwerk. Das Bergwerk war auch unter den Namen Zeche Nottekamp und Zeche Nottekamps-Bank bekannt. Bevor das Grubenfeld des Bergwerks belehnt wurde, wurde in diesem Feld bereits Stollenbau betrieben. Die Zeche Nottekampsbank gehörte zu den Gründungsmitgliedern des Vereins für Bergbauliche Interessen.

## Geschichte

### Die Zeit als eigenständiges Bergwerk

#### Die Anfänge
Am 26. November des Jahres 1781 erfolgte die Belehnung durch den Abt von Werden. Die Belehnung erfolgte an Heinrich Bremer und Consorten. Als Gewerken des Bergwerks firmierten neben Heinrich Brehmer auch Hermann Priessers, Henrik Mühler, Arnold Lienhoewer, Gerhard Mühlenbeck, Johann König, Catharina Böllertz und Hermann Sellerbeck. Im Jahr 1805 war das Bergwerk zunächst in Betrieb, im Laufe des Jahres wurde das Bergwerk stillgelegt. Am 2. Juni des Jahres 1806 wurde die Berechtsame beim Bergamt Essen gemeldet. Im März des Jahres 1812 wurde das Bergwerk wieder in Betrieb genommen. Bereits in diesem Jahr begann man mit dem Übergang zum Tiefbau. Es wurde mit den Teufarbeiten für den Schacht Hercules begonnen. Der Schacht wurde seiger geteuft und sollte als Kunstschacht eingesetzt werden. Im Jahr 1813 wurde mittels eines Stollens Steinkohle abgebaut. Im selben Jahr wurde für die Wasserhaltung eine Dampfwasserhaltungsmaschine installiert. Die Maschine stammte von Johann Dinnendahl und hatte eine Leistung von 19,93 PS. Sie wurde am Schacht Hercules aufgebaut. Noch im selben Jahr wurde bei einer Teufe von 16 Lachtern die Wettersohle angesetzt und kurz darauf mit der Gewinnung im Tiefbau begonnen. Die Förderung erfolgte mittels Pferdegöpel. Die Förderung zur Kohlenniederlage an der Ruhr erfolgte über einen Förderstollen. Im Jahr 1814 wurde bei einer Teufe von 30 Lachtern die 1. Sohle angesetzt. Außerdem wurde später ein weiterer Schacht bis zur 1. Tiefbausohle abgeteuft. Ab dem Jahr 1815 war das Bergwerk für mehrere Jahre in Betrieb, es wurde Steinkohle abgebaut. Nachdem die Gewerken mehrere Jahre Zubuße bezahlen mussten, wurde das Bergwerk im Januar des Jahres 1827 stillgelegt. Die Grubenbaue wurden geraubt und die Schächte wurden verfüllt. In den Folgejahren wechselten sich mehrere Phasen der Betriebszeit mit weiteren Betriebsunterbrechungen ab.

#### Die weiteren Jahre
Im Jahr 1850 wurde das Bergwerk für einen kurzen Zeitraum wieder in Betrieb genommen, anschließend wurde es in Fristen gelegt. Am 16. September des Jahres 1853 wurde ein Längenfeld verliehen. Im Jahr 1855 wurde das Bergwerk wieder in Betrieb genommen. Wenige Jahre später wurde es im Jahr 1857 erneut in Fristen gelegt. Im Jahr 1858 wurde das Bergwerk wieder in Betrieb genommen. Um eine neue Tiefbauzeche aufzufahren, wurde in diesem Jahr begonnen, den Schacht Nottekampsbank abzuteufen. Der Schacht Nottekampsbank wurde direkt neben dem Schacht Hercules angesetzt. Im Niveau der Förderstollensohle (14 Meter) wurde ein Wasserstollen aufgefahren. Außerdem wurden in diesem Jahr einige der Tagesanlagen errichtet. Das Bergwerk gehörte zu dieser Zeit zum Bergamtsbezirk Essen. Im Jahr 1859 wurden weitere Tagesanlagen errichtet, die Dampfkunst und der Dampfgöpel wurden fertiggestellt. Außerdem wurde der Schacht Nottekampsbank tiefer geteuft. Der Schacht wurde bis 20 Lachter unterhalb der Stollensohle geteuft. Bei einer Teufe von 33 Metern wurde die Strecke nach Westen angesetzt. Es wurde beabsichtigt, vom Stollenmundloch aus einen Schienenstrang bis zur Ruhr zu verlegen, um das Bergwerk mit einer noch zu errichtenden Kohlenniederlage an der Ruhr zu verbinden. Im Jahr 1860 wurde bei einer Teufe von 65 Metern (+5 m NN) die Fördersohle angesetzt. Noch im selben Jahr wurde der dampfgetriebene Göpel in Betrieb genommen.
Im Jahr 1861 war Arnold Oertgen als Grubenverwalter auf dem Bergwerk tätig. Im Jahr 1863 wurde die 1. Sohle angesetzt. In einer Entfernung von 160 Lachtern vom Schacht wurde in westlicher Richtung aus dem Sohlenort von Flöz Vierfussbank das Flöz Dickebanksüdflügel aufgeschlossen. Außerdem wurde das Flöz Fünffussbanknordflügel aus dem Flöz Vierfussbank querschlägig gelöst. Noch im Laufe desselben Jahres wurde mit dem Abbau begonnen. Das Bergwerk gehörte zu dieser Zeit zum Bergrevier Kettwig. Nachdem der Gesenkbau beendet war, wurde der mittlerweile stark beschädigte alte Tiefbauschacht wieder benötigt. Im Jahr 1865 wurde der verfüllte Schacht Hercules bis zu einer Teufe von 65 Metern aufgewältigt. Der Schacht sollte als zweiter Schacht zur Bewetterung dienen. Die Wasserhaltung der zweiten Tiefbausohle erfolgte mittels einer 150 PS starken Wasserhaltungsmaschine. In den Jahren 1866 und 1867 soffen die Grubenbaue aufgrund des Ruhrhochwassers teilweise ab. Im Jahr 1867 wurde bei einer Teufe von 166 Metern (−96 m NN) die 2. Sohle und später bei einer Teufe von 181 Metern (−111 m NN) die 3. Sohle angesetzt. Am 21. Dezember des Jahres 1868 kam es zur Vereinigung zur Zeche Vereinigte Nottekampsbank.

### Das Vereinigte Bergwerk
Das Vereinigte Bergwerk bestand aus den beiden Bergwerken Nottekampsbank und Bonscheidt. Der eigene Anteil von Nottekampsbank betrug 5/8, der Anteil von Bonscheidt betrug 3/8 am neu gegründeten Bergwerk. Die Berechtsame des Vereinigten Bergwerks umfasste zwei Längenfelder mit großer Vierung. Als Hauptförderschacht und als Wetterschacht diente Schacht Hercules. Der übertägige Transport der abgebauten Kohlen zum Bahnhof Kupferdreh erfolgte über die Ruhr mit Nachen. Im Jahr 1869 wurde die Kohle sowohl über einen Stollen als auch im Tiefbau gewonnen. Allerdings kam es in diesem Jahr zu Betriebseinschränkungen, der Grund hierfür war der stockende Absatz. Da das Bergwerk noch keinen eigenen Bahnanschluss hatte, war man gezwungen, die Kohlen über die Ruhr zu verschiffen. Da es in diesem Jahr hier zu einem Engpass wegen fehlender Ruhrschiffe kam, war die Ruhrniederlage schon recht bald überfüllt. Im Jahr 1872 war ein eigener Bahnanschluss in Bau. Im Jahr 1873 wurde begonnen, den Schacht tiefer zu teufen. Im Jahr darauf wurde bei einer Teufe von 240 Metern (−170 m NN) die 4. Sohle angesetzt. Im Jahr 1875 wurden bei einer Teufe von 290 Metern (−220 m NN) die Sumpfsohle und mehrere Örter angesetzt. Im Jahr 1879 war Hugo von Gahlen aus Düsseldorf der Repräsentant der Gewerkschaft. In der Zeit vom 24. Januar bis zum 29. September des Jahres 1880 wurde die Berechtsame aufgeteilt in Nottekampsbank I und Nottekampsbank II. Der Bereich Nottekampsbank I galt bis zur 2. Sohle, der Bereich unterhalb der 2. Sohle gehörte zur Berechtsame Nottekampsbank II. In der Zeit vom 13. Mai bis zum 26. August konsolidierte Nottekampsbank II zur Zeche Heisinger Mulde. Nottekampsbank I blieb unter dem Namen Zeche Nottekampsbank I weiter als eigenständiges Bergwerk bestehen. Im Jahr 1923 wurde das restliche Bergwerk stillgelegt.

## Förderung und Belegschaft
Die ersten bekannten Belegschaftszahlen stammen aus dem Jahr 1812, damals waren 57 Bergleute auf dem Bergwerk beschäftigt. Diese Bergleute wurden alle als Pumper eingesetzt. Im Jahr 1819 waren bereits 103 Bergleute auf dem Bergwerk beschäftigt. Die ersten Förderzahlen stammen aus dem Jahr 1826, in diesem Jahr wurden 7711 Tonnen Steinkohle gefördert. Im Jahr 1867 wurden mit 83 Bergleuten 19.979 Tonnen Steinkohle gefördert. Im Jahr 1869 wurden 16.942 Tonnen Steinkohle gefördert, davon wurden 808 Tonnen im Stollenbau und 16.134 Tonnen im Tiefbau gewonnen. Die Belegschaftsstärke betrug in diesem Jahr 89 Beschäftigte. Im Jahr 1875 lag die Belegschaftsstärke bei 153 Beschäftigten, die Förderung betrug 45.498 Tonnen Steinkohle. Die maximale Förderung des Bergwerks wurde im Jahr 1879 erzielt, es wurden 77.250 Tonnen Steinkohle gefördert. Dies waren auch gleichzeitig die letzten bekannten Förderzahlen des Bergwerks.

## Heutiger Zustand
Die Bahntrasse des ehemaligen Bergwerks ist auch heute noch im Bereich des Stauseebogens zu erkennen.